# Tersilochus triangularis
Tersilochus triangularis là một loài tò vò trong họ Ichneumonidae.